# Boris Dvornik
Boris Dvornik (Split, 16. travnja 1939. – Split, 24. ožujka 2008.), hrvatski kazališni, televizijski i filmski glumac, redatelj i scenarist. Bio je jedan od najvećih predstavnika hrvatske kinematografije.

## Životopis
Rođen je u obitelji drvodjelca. Svoj talent za glumu otkrio je u djetinjstvu dok je nastupao u dječjim predstavama. Nakon školovanja za električara, počeo se profesionalno baviti glumom. Završio je Srednju glumačku školu u Novom Sadu, a kasnije se upisao na Kazališnu akademiju Sveučilišta u Zagrebu.
Na filmu je debitirao 1960. godine u filmu Francea Štiglica Deveti krug, s tematikom holokausta. Glumio je mladića koji za vrijeme rata pokušava spasiti mladu Židovku oženivši se njome. Nakon filma stekao je veliku popularnost, koju potom učvršćuje igrajući suvremene likove u komedijama Martin u oblacima (1961.) i Prekobrojna (1962.) Branka Bauera. Ovo je načinilo od Borisa Dvornika jednu od velikih zvijezda kinematografije bivše Jugoslavije, slično Ljubiši Samardžiću, Mileni Dravić i Velimiru Bati Živojinoviću (s kojim je kasnije razvio blisko prijateljstvo).
Do sredine 1960-ih godina Dvornik je nastupao uglavnom u komedijama, a od 1966. godine počinje se s velikim uspjehom pojavljivati i u filmovima s tematikom iz Narodnooslobodilačkog rata. Za uloge u filmovima Most (Hajrudin Krvavac, 1969.) i Kad čuješ zvona (Antun Vrdoljak, 1969.) nagrađen je Zlatnom arenom na festivalu u Puli. Za ulogu u ratnom filmu U gori raste zelen bor (Antun Vrdoljak, 1971.) i za ulogu šofera-zavodnika u Opkladi (Zdravko Randić, 1971.) osvojio je Srebrnu arenu. Nastupio je u više od 40 dugometražnih igranih filmova (nerijetko je nastupao i u kratkometražnim), u mnogim televizijskim dramama i u više televizijskih serija. 
Zenit popularnosti Borisa Dvornika je došao 1970-ih ulogom Roka Prča u kultnoj seriji Naše malo misto, a potom i ulogom brijača Meštra u seriji Velo misto. Nakon što je stekao status jednog od napriznatijih glumaca bivše Jugoslavije, Boris Dvornik uglavnom je radio u Hrvatskom narodnom kazalištu u svom rodnom Splitu.
Bata Živojinović i Dvornik su se 1991. odrekli jedan drugoga u nizu otvorenih pisama, u gesti koja je bila viđena kao simbol raspada SFRJ. Godine 2004. objavljeno je da su se njih dvojica pokušali pomiriti, dok je javno pomirenje bilo 2006. putem video linka između Splita i Beograda. Živojinović je izjavio da "poslednjih godina nije bilo mržnje između nas", a Dvornik se nadovezao da je to bio "samo nesporazum".
Tijekom godina Boris Dvornik je razvio blisko prijateljstvo s Antunom Vrdoljakom. On ga je nagovorio na sudjelovanje u politici te je na izborima 1992. kao kandidat Hrvatske demokratske zajednice izabran u Hrvatski sabor, iz kojeg se uskoro povukao.
Posljednjih godina Dvornikova karijera patila je od posljedica moždanog udara i njegovog alkoholizma, koji se manifestirao u nizu incidenata, od kojih je najpoznatiji napad na promatračicu GONG-a na predsjedničkim izborima 2005.
Dva sina Borisa Dvornika, Dean i Dino, poznati su hrvatski glazbenici. Potonji je bio jedan od najvećih predstavnika hrvatske glazbene umjetnosti, a preminuo je nepunih šest mjeseci nakon svog oca, 7. rujna 2008. u 45. godini života.

## Smrt
Preminuo je 24. ožujka 2008. u svom splitskom domu od srčanog udara. Pokopan je tri dana kasnije na groblju Lovrinac, uz nazočnost više tisuća ljudi.

## Diskografija

### Singlovi
- 1970. - Karlo Bulić / Boris Dvornik - "Roko" - Naše malo misto (Jugoton)
- 1974. - Čovik i po - Glazba iz TV serije (Jugoton)
- 1977. - Split 77 (Jugoton)
- 1980. - Oliver Dragojević i Boris Dvornik - Nadalina (Jugoton)
- 1982. - Boris Dvornik & Dino Dvornik - Mille non piu mille / Pižolot (Jugoton)

### Kompilacije
- 1986. - Život ti je ka lišina (Jugoton)
- 2008. - Čovik i po (Croatia Records)

## Filmografija

### Televizijske uloge
| - Letovi koji se pamte kao doktor (1967.) - Naše malo misto kao Roko Prč (1970. – 1971.) - Obraz uz obraz kao Boris (1973.) - Ča smo na ovon svitu kao Marko Uvodić / Paško Botiljun (1973.) - Kapelski kresovi kao Dimnjačar (1974.) - Čovik i po kao Vice (1974.) - Užička republika (1976.) - Velo misto kao Meštar (1980. – 1981.) - Kiklop kao major jugoslavenske vojske (1983.) | - Hokejaši kao Roko Prč (1986.) - Putovanje u Vučjak kao Đula Boroš (1986.) - Zagrljaj kao Viško (1988.) - Neuništivi (1990.) - Bolji život kao Lujo Lukšić (1987. – 1991.) - Viza za budućnost kao Vinko Uskok (2002. – 2004.) - Ponos Ratkajevih kao Branko Lorger (2008.) |

### Filmske uloge
| - Deveti krug kao Ivo Vojnović (1960.) - Martin u oblacima kao Martin Barić (1961.) - Sjenka slave (1962.) - Prekobrojna (1962.) - Medaljon sa tri srca (1962.) - Da li je umro dobar čovjek? kao Miki (1962.) - Zemljaci (1963.) - Dvostruki obruč kao Krile (1963.) - Radopolje (1963.) - Licem u lice kao Andrija Mačkić (1963.) - Svanuće (1964.) - Lito valovito (1964.) - Među jastrebovima kao Fred (1964.) - Čovik nije tica (1965.) - Čovik od svita kao Ive (1965.) - Konjuh planinom (1966.) - Winnetou: Oluja na granici (1966.) - Kaja, ubit ću te! (1967.) - Kad čuješ zvona kao Kubura (1969.) - Most kao Giuseppe Zavattoni (1969.) - Događaj kao lugar Ivan (1969.) - Bitka na Neretvi kao Stipe (1969.) - Ljubav i poneka psovka kao Mate Pivac (1969.) - Život je masovna pojava (1970.) - Bablje ljeto (1970.) - Družba Pere Kvržice kao Jozo (1970.) - Opklada (1971.) - U gori raste zelen bor kao Dikan (1971.) - Lov na jelene kao Željo (1972.) - Predgrađe (1972.) - Tragovi crne djevojke (1972.) - Živjeti od ljubavi kao Medan (1973.) - Sutjeska (1973.) | - Trag (1974.) - Nož (1974.) - Derviš i smrt kao Hasan Dželavdžija (1974.) - Crveni udar kao kapetan avijacije (1974.) - Hitler iz našeg sokaka kao Marko (1975.) - Hajdučka vremena kao Dane Desnica (1977.) - Letači velikog neba kao Tomo (1977.) - Okupacija u 26 slika kao Vlaho (1978.) - Vučari Donje i Gornje Polače (1978.) - Roko i Cicibela kao Roko (1978.) - Povratak kao barba Frane (1979.) - Vreme, vodi kao Žika (1980.) - Kiklop kao major jugoslavenske vojske (1982.) - Moj tata na određeno vrijeme kao Bora (1982.) - Servantes iz Malog Mista kao Roko Prč (1982.) - Pismo-Glava kao Bajin brat (1983.) - Tajna starog tavana kao Šime (1984.) - Horvatov izbor (1985.) - Od petka do petka (1985.) - Tempi di Guerra (1987.) - Marjuča ili smrt kao Ivanko (1987.) - Tesna koža 2 kao Vujo (1987.) - Špijun na štiklama kao Božur (1988.) - Karneval, anđeo i prah kao Viško (1990.) - Tajna starog mlina (1991.) - Nausikaja (1994.) - Kanjon opasnih igara kao Frane (1998.) - Transatlantic (1998.) - Posljednja volja kao Jure (2001.) - Doktor ludosti kao prolaznik (2003.) - Duga mračna noć kao Luka Kolar (2004.) - Balada o Šarku (2005.) |

## Vanjske poveznice
- Boris Dvornik u internetskoj bazi filmova IMDb-u (engl.)
- Filmovi.de
- "Osobna iskaznica" na Corner Film Portretima